# Mas Serramalera
El Mas Serramalera es troba a la parròquia rural de Sant Andreu de Calders del terme de Calders (Moianès). Està situada a la dreta del riu Calders, al nord-oest de la masia de Rubió de l'Alzina, al sud-est del Canadell i de les Quingles. Quedà despoblada en abandonar-la la família que hi vivia, que es traslladaren a Can Serra, masia unida al nucli urbà de Calders.